# Stromness
Stromness (Oudnoors: Straumnes, Norn: Stromnes) is een dorp op Mainland, Orkney (Schotland), gelegen bij een natuurlijke haven aan de zuidwestzijde van het eiland. De naam van het dorp is waarschijnlijk afgeleid van het Noorse Straumrnes, landpunt bij Hoy Sound.
In 1670 werd de plaats een begin- en eindpunt voor de schepen van de Hudson's Bay Company op weg naar en terugkomend uit Canada.
Qua grootte is Stromness de tweede plaats van het eiland na Kirkwall. Het dorp kent een vissershaven en heeft veerbootverbindingen met de eilanden Graemsay en Hoy en met Scrabster op het vasteland van Schotland.